# Methanolobus
Genre
Espèces de rang inférieur
- Methanolobus bombayensis
- Methanolobus oregonensis
- Methanolobus profundi
- Methanolobus psychrophilus
- Methanolobus taylorii
- Methanolobus tindarius
- Methanolobus vulcani
- Methanolobus zinderi

Methanolobus est un genre d'archées méthanogènes de l'ordre des Methanosarcinales.